# ذخیره‌گاه زیست‌کره کارپات
ذخیره‌گاه زیست‌کره کارپات (به لاتین: Carpathian Biosphere Reserve) یک منطقهٔ مسکونی در اوکراین است که در استان زاکارپاتیا واقع شده‌است.